# Сильґі
Кан Сильґі (кор. 강슬기, нар. 10 лютого 1994, Ансан, Кьонгі, Південна Корея), більш відома як Сильґі (кор. 슬기) — південнокорейська співачка та акторка. Учасниця k-pop гурту Red Velvet, його підрозділу Red Velvet – Irene & Seulgi та супергурту Got the Beat. Сильґі випустила свій перший сольний мініальбом 28 Reasons 4 жовтня 2022 року.

## Біографія
Кан Сильґі народилася 10 лютого 1994 року в місті Ансан, що розташоване трохи південніше Сеула. З 2007 року вона проходила тренування в агентстві SM Entertainment, у серпні 2014 року Сильгі офіційно дебютувала в складі нового дівочого гурту Red Velvet. У наступні декілька років вона брала участь в численних телевізійних шоу. Влітку 2016 року разом з Венді записала пісню «Don't Push Me», що стала саундреком до популярного серіалу «Нестримно закохані». У січні наступного року, також з Венді, випустили сингл «You're the Only One I See», який став одним з саундтреків до історичного серіалу «Хваран: Молоді поети воїни». У тому ж місяці в межах музичного проекту свого агентства, вона дуетом з Є Соном, що є одним з членів Super Junior, записала сингл «Darling U». У вересні 2018 року, в складі тимчасового міні гурту, Сильгі випустила сингл «Wow Thing».

## Дискографія

### Мініальбоми
| Назва      | Деталі                                                                                   | Пікові позиції у чартах | Пікові позиції у чартах | Продажі                                          |
| Назва      | Деталі                                                                                   | KOR                     | JPN                     | Продажі                                          |
| ---------- | ---------------------------------------------------------------------------------------- | ----------------------- | ----------------------- | ------------------------------------------------ |
| 28 Reasons | - Реліз: 4 жовтня 2022 - Лейбл: SM, Dreamus - Формат: CD, цифрове завантаження, стриминг | 3                       | 13                      | - Південна Корея: 241,304 - Японія: 4,930 (Phy.) |

### Сингли
| Назва                                                                            | Рік                    | Пікові позиції у чартах | Пікові позиції у чартах | Пікові позиції у чартах | Продажі                                 | Альбом                        |
| Назва                                                                            | Рік                    | KOR Circle              | KOR Billb.              | US World                | Продажі                                 | Альбом                        |
| Як головний виконавець                                                           | Як головний виконавець | Як головний виконавець  | Як головний виконавець  | Як головний виконавець  | Як головний виконавець                  | Як головний виконавець        |
| -------------------------------------------------------------------------------- | ---------------------- | ----------------------- | ----------------------- | ----------------------- | --------------------------------------- | ----------------------------- |
| «28 Reasons»                                                                     | 2022                   | 113                     | —                       | —                       | Н/Д                                     | 28 Reasons                    |
| Як запрошений виконавець                                                         |                        |                         |                         |                         |                                         |                               |
| «Butterfly» (Henry Lau featuring Seulgi)                                         | 2014                   | —                       | —                       | —                       | - Південна Корея: 14,070+               | Fantastic                     |
| «Drop» (Mark Lee featuring Seulgi)                                               | 2017                   | 93                      | —                       | —                       | - Південна Корея: 46,443                | High School Rapper FINAL      |
| «Heart Stop» (Темін з Сильгі)                                                    | 2017                   | —                       | —                       | —                       | Н/Д                                     | Move                          |
| «Selfish» (Moonbyul featuring Seulgi)                                            | 2018                   | 84                      | —                       | —                       | Н/Д                                     | Selfish / Red Moon            |
| «Hello Tutorial» (Zion.T з Сильгі)                                               | 2018                   | 2                       | 2                       | —                       | Н/Д                                     | ZZZ                           |
| «Best Friend» (Венді з Сильгі)                                                   | 2021                   | —                       | —                       | —                       | Н/Д                                     | Like Water                    |
| «Who Are You» (BamBam featuring Seulgi)                                          | 2021                   | —                       | —                       | 9                       | Н/Д                                     | Сингл без альбому             |
| Колаборації                                                                      |                        |                         |                         |                         |                                         |                               |
| «Sound of Your Heart» (з SM Town, Steve Barakatt)                                | 2016                   | —                       | —                       | —                       | Н/Д                                     | SM Station Season 1           |
| «Darling U» (з Yesung)                                                           | 2017                   | —                       | —                       | —                       | Н/Д                                     | SM Station Season 1           |
| «Our Story» (з Chiyeol)                                                          | 2017                   | 28                      | —                       | —                       | - Південна Корея: 56,079 - КНР: 262,241 | Fall In, Girl Vol. 3          |
| «Doll» (з Kangta та Wendy)                                                       | 2017                   | —                       | —                       | —                       | Н/Д                                     | SM Station Season 2           |
| «Wow Thing» (with Jeon So-yeon, Chungha and SinB)                                | 2018                   | 35                      | 43                      | 3                       | Н/Д                                     | SM Station X 0                |
| Саундтреки                                                                       |                        |                         |                         |                         |                                         |                               |
| «Don't Push Me» (з Wendy)                                                        | 2016                   | 25                      | —                       | —                       | - Південна Корея: 182,984               | Uncontrollably Fond OST       |
| «I Can Only See You» (з Wendy)                                                   | 2017                   | 80                      | —                       | —                       | - Південна Корея: 24,912                | Hwarang OST                   |
| «Deep Blue Eyes» (як Girls Next Door)                                            | 2017                   | —                       | —                       | —                       | - Південна Корея: 16,514                | Idol Drama Operation Team OST |
| «You, Just Like That»                                                            | 2017                   | —                       | —                       | —                       | Н/Д                                     | Blade & Soul OST              |
| «Always»                                                                         | 2019                   | 118                     | —                       | —                       | Н/Д                                     | The Crowned Clown OST         |
| Інші пісні у чартах                                                              |                        |                         |                         |                         |                                         |                               |
| «Uncover»                                                                        | 2020                   | —                       | 100                     | —                       | Н/Д                                     | Monster                       |
| «Bad Boy, Sad Girl» (з Be'O)                                                     | 2022                   | —                       | —                       | —                       | Н/Д                                     | 28 Reasons                    |
| «Dead Man Runnin’»                                                               | 2022                   | —                       | —                       | —                       | Н/Д                                     | 28 Reasons                    |
| «Anywhere But Home»                                                              | 2022                   | —                       | —                       | —                       | Н/Д                                     | 28 Reasons                    |
| «Crown»                                                                          | 2022                   | —                       | —                       | —                       | Н/Д                                     | 28 Reasons                    |
| «Los Angeles»                                                                    | 2022                   | —                       | —                       | —                       | Н/Д                                     | 28 Reasons                    |
| «—» релізи, що не потрапили у чарти або не були випущені у відповідних регіонах. |                        |                         |                         |                         |                                         |                               |

### Некомерційні релізи
| Назва                    | Рік  | Прим.  |
| ------------------------ | ---- | ------ |
| «Rose» (Сильгі з Те Йон) | 2021 | [ 21 ] |

## Фільмографія

### Фільми
- 2015 — SMTown: The Stage (документальний фільм)[22]

### Телесеріали
- 2016 — «Нащадки сонця» (камео, 16 серія)[23]

### Телевізійні програми
| Рік  | Назва                           | Мережа | Примітки                                     |
| ---- | ------------------------------- | ------ | -------------------------------------------- |
| 2015 | «До школи»                      | JTBC   | учасниця, епізод 40–43                       |
| 2015 | «100 людей, 100 пісень»         | JTBC   | конкурсантка (разом з Венді)                 |
| 2016 | «Король співаків в масці»       | MBC    | конкурсантка (епізод 79)                     |
| 2017 | «Операційна команда Ідол драми» | KBS    | учасниця                                     |
| 2018 | «Закон джунглів» в Мексиці      | SBS    | учасниця (епізод 320—324)                    |
| 2018 | «Таємна онні»                   | JTBC   | учасниця (разом з Санмі)                     |
| 2018 | «Бойова подорож»                | KBS    | конкурсантка (разом з Венді, епізод 100—103) |
| 2018 | «Кльові дітки»                  | JTBC   | ведуча (епізод 1–6)                          |

### Музичний театр
- 2014 — «Школа Оз»[28]

### Музичні відео
| Рік                      | Назва                                                   | Режисер(и)             | Прим.  |
| ------------------------ | ------------------------------------------------------- | ---------------------- | ------ |
| 2022                     | «28 Reasons»                                            | Kwak Doori             | [ 29 ] |
| Колаборації              |                                                         |                        |        |
| 2017                     | «Darling U» (with Yesung)                               | Hong Won Ki (Zanybros) | [ 30 ] |
| 2018                     | «Wow Thing» (with SinB, Kim Chung-ha, and Jeon So-yeon) | Doori Kwak (GDW)       | [ 31 ] |
| 2021                     | «Born Confident» (з Bewhy)                              | Ok Shin (A: WE)        | [ 32 ] |
| Як запрошений виконавець |                                                         |                        |        |
| 2018                     | «Selfish» (Moonbyul feat. Сильгі)                       | Hong Won Ki (Zanybros) | [ 33 ] |
| 2018                     | «Hello Tutorial» (Zion.T feat. Сильгі)                  | Oui Kim (GDW)          | [ 34 ] |
| 2021                     | «Who Are You» (BamBam feat. Сильгі)                     | Unknown                | [ 35 ] |

## Нагороди і номінації
| Нагорода                      | Рік  | Категорія                          | Номінант / Робота                     | Результат | Прим.  |
| ----------------------------- | ---- | ---------------------------------- | ------------------------------------- | --------- | ------ |
| Asian Pop Music Awards        | 2022 | Top 20 Song of the Year (Overseas) | «28 Reasons»                          | Перемога  | [ 37 ] |
| Asian Pop Music Awards        | 2022 | Best Female Artist (Overseas)      | «28 Reasons»                          | Номінація | [ 38 ] |
| Asian Pop Music Awards        | 2022 | Song of the Year                   | «28 Reasons»                          | Номінація | [ 38 ] |
| Circle Chart Music Awards     | 2023 | Song of the Year — October         | «28 Reasons»                          | Номінація | [ 39 ] |
| Fashionista Awards            | 2017 | Best Fashionista — Rising Star     | Сильгі                                | Номінація | [ 41 ] |
| Korea First Brand Awards      | 2023 | Female Solo Artist                 | Сильгі                                | Номінація | [ 42 ] |
| MAMA Awards                   | 2022 | Artist of the Year                 | Сильгі                                | Номінація | [ 43 ] |
| MAMA Awards                   | 2022 | Best Female Artist                 | Сильгі                                | Номінація | [ 43 ] |
| Melon Music Awards            | 2017 | Hot Trend Award                    | «Deep Blue Eyes» (as Girls Next Door) | Номінація | [ 44 ] |
| Seoul Music Awards            | 2023 | Main Prize (Bonsang)               | Seulgi                                | Номінація | [ 45 ] |
| Brand Customer Loyalty Awards | 2023 | Female Soloist                     | Сильгі                                | Перемога  | [ 46 ] |

## Нотатки
1. ↑  Includes the Billboard K-pop Hot 100 (defunct as of 2022), and South Korea Songs (part of Billboard's Hits of the World (2022 onwards)).
2. ↑  «Best Friend» did not enter the Gaon Digital Chart but peaked at position 34 on the component Download Chart[12]
3. ↑  «Who Are You» did not enter the Gaon Digital Chart but peaked at position 28 on the component Download Chart[13].
4. ↑  «Bad Boy, Sad Girl» did not enter Circle Digital Chart, but debuted and peaked at number 57 on Circle Download Chart[20].
5. ↑  «Dead Man Runnin’» did not enter Circle Digital Chart, but debuted and peaked at number 60 on Circle Download Chart.[20]
6. ↑  "Anywhere But Home" did not enter Circle Digital Chart, but debuted and peaked at number 63 on Circle Download Chart.[20]
7. ↑  «Crown» did not enter Circle Digital Chart, but debuted and peaked at number 66 on Circle Download Chart.[20]
8. ↑  «Los Angeles» did not enter Circle Digital Chart, but debuted and peaked at number 68 on Circle Download Chart.[20]
9. ↑  Hosted by the Hong Kong Asia Pacific International Group and Sunway Records, the Asian Pop Music Awards bases its winners on the "Asian Pop Music Chart" which opened in September 2019.[36]
10. ↑  Jointly hosted by fashion magazine Celeb's Pick and Naver Fashion Beauty, the Fashionista Awards is an online awards ceremony that selects the best style icons based on surveys conducted through Naver.[40]